# 二人官
二人官（ににんかん、ラテン語: duumviri ドゥウムウィリ、英語: Duumvirate）は、同等の政治的・軍事的権限を持つ2名の指導者を置く統治方式のこと。またはその指導者のこと。二人連帯職、二頭政治、二頭統治と訳されることもある。

## 古代ローマの官職
古代ローマにおいて
1. 国家反逆を裁く裁判官、シビュラの書の予言・祭儀を司る司祭、道路管理官等のこと[2]。二十六人官も参照。
2. 帝国より自治を認められたコロニアやムニキピウムに置かれた司法、戸口検査を司る政務官のこと[1]。二人官それぞれに、リクトル（先導警吏）、随員、書記、執達吏、書簡吏、布告吏、臓卜師などが配属されたという[3]。